# Viktor Khorenko
Viktor Oleksandrovytch Khorenko (en ukrainien : Віктор Олександрович Хоренко) est un officier ukrainien, major-général des Forces armées de l'Ukraine, qui était commandant des Forces d'opérations spéciales (SSO) entre le 25 juillet 2022 et le 2 novembre 2023, participant à la guerre russo-ukrainienne.
Il a remplacé Hryhoriy Halahan en tant que commandant des SSO.

## Biographie
Le 25 juillet 2022, par décret du président de l'Ukraine, il est nommé commandant des Forces d'opérations spéciales des Forces armées de l'Ukraine. Avant d'être nommé au poste de commandant des SSO des Forces armées ukrainiennes, Khorenko commandait la réserve spéciale de la direction générale du renseignement du ministère de la Défense ukrainien.
Le 24 août 2023, Viktor Khorenko obtient le grade de major-général.
Le 3 novembre 2023, il est limogé et remplacé par le colonel Serhiy Loupantchouk,.